# 4-硝基苯甲醛
4-硝基苯甲醛是一种有机化合物，化学式为C7H5NO3，可以以4-硝基甲苯为原料制得。
它可以被水合肼在乙醇中还原为4-氨基苯甲醛，或被硼氢化钠还原为4-硝基苯甲醇，硼氢化钠也可将其还原为4-氨基苯甲醇。它可以被过氧化氢氧化为4-硝基苯甲酸。